# Kobylec (Ukraina)
Kobylec (ukr. Кобилець, Kobyłeć) – wieś na Ukrainie, w  obwodzie iwanofrankiwskim, w rejonie kołomyjskim.